# Fauville-en-Caux
Fauville-en-Caux är en kommun i departementet Seine-Maritime i regionen Normandie i norra Frankrike. Kommunen ligger i kantonen Fauville-en-Caux som tillhör arrondissementet Le Havre. År 2018 hade Fauville-en-Caux 2 305 invånare.

## Befolkningsutveckling
Antalet invånare i kommunen Fauville-en-Caux
| Referens: INSEE |